# Gauermannhütte
Die Gauermannhütte ist eine Schutzhütte auf der Dürren Wand in der niederösterreichischen Gemeinde Miesenbach. Sie steht rund 5 Meter unterhalb des Gipfels des 1154 Meter hohen Plattensteins.
Das Schutzhaus, benannt nach dem Maler Friedrich Gauermann, wurde von der Wiener alpinen Gesellschaft „Waldegger“ errichtet und am 25. Oktober 1908 eröffnet. Sie ist im Besitz des Österreichischen Touristenklubs und wird von der „Alpinen Gesellschaft D'Bergwanderer“, die am 5. Mai 1922 gegründet wurde, verwaltet.
Der kürzeste Zustieg erfolgt von Tiefenbach (kleiner beschilderter Parkplatz) über den Ochsenweg mit etwa 1½ Stunden. Alternativ nach rund 100 m rechts über das Gehöft Schwaighofer und den Ostkamm mit einer Gehzeit von 1½ bis 2 Stunden, wobei durch die Kammbegehung die Aussicht schöner ist.